# Ben Szemen (moszaw)
Ben Szemen (hebr. בן שמן; oficjalna pisownia w ang. Ben Shemen) – moszaw położony w Samorządzie Regionu Chewel Modi’in, w Dystrykcie Centralnym, w Izraelu.

## Położenie
Leży w Szefeli na wschód od miasta Lod i na południowy wschód od międzynarodowego portu lotniczego im. Ben-Guriona, w otoczeniu moszawów Chadid, Ginnaton, Kerem Ben Szemen i wioski Ben Szemen.

## Historia
Pierwotna osada powstała w styczniu 1906 roku na powierzchni 1 ha ziemi kupionej od Arabów z pobliskiej wioski El-Hadita. Powstała tutaj fabryka oliwy „Chadid”, kierowana przez Nahuma Vilbusha. Przy fabryce powstała szkoła rolnicza Kiryat-Séfer z internatem, założona przez Israel Belkinda dla ocalałych żydowskich sierot z pogromów w Rosji.
W 1907 zakupiono dodatkowe 17 ha ziemi, na której zasadzono pierwsze drzewka oliwkowe. Zapewniały one surowiec dla fabryki oliwy. W 1909 z powodu kłopotów finansowych zamknięto szkołę rolniczą Kiryat-Séfer i w 1911 w jej opuszczonych budynkach zamieszkali imigranci z Rumunii. W ten sposób powstał współczesny moszaw. W 1911 roku Boris Schatz, założyciel Akademii Sztiki Bezalel w Jerozolimie, otworzył tutaj lokalny oddział swojej szkoły. Realizował on w ten sposób swoje marzenie o połączeniu sztuki z naturą. Wybudowano wówczas kilkanaście nowych domów, w których zamieszkali między innymi złotnicy z Jemenu. Nazwę zaczerpnięto z Księgi Izajasza 5:1

Zaśpiewam teraz miłemu memu piosnkę miłego mego o winnicy jego. Winnicę ma miły mój na pagórku urodzajnym.

Podczas I wojny światowej władze tureckie zniszczyły tutejszą plantację drzewek oliwnych. Fabryka oliwy przerwała wówczas swoją działalność, a jej maszyny przeniesiono do fabryki „Shemen” w Hajfie. W 1917 rozlokowali się tutaj brytyjscy żołnierze. Podczas starć turecko-brytyjskich zabudowania rolnicze moszawu zostały poważnie zniszczone, w wyniku czego większość mieszkańców wyjechało. Moszaw przemieniono na ośrodek badań rolniczych. W 1922 dzięki pomocy Agencji Żydowskiej ponownie otworzono moszaw, w którym od 1926 organizowano letnie obozy wypoczynkowe dla żydowskich dzieci.
Po arabskich rozruchach w 1929 osadę Ben Szemen otoczono obronną palisadą. Podczas wojny domowej w Mandacie Palestyny w 1947 moszaw był wielokrotnie atakowany przez Arabów z pobliskiego miasta Lod. 1 grudnia 1947 Arabowie rozbili żydowski konwój z zaopatrzeniem i na krótki czas odcięli moszaw Ben Szemen od świata.

## Gospodarka
Gospodarka moszawu opiera się na intensywnym rolnictwie. Sprzęt rolniczy i systemy nawadniające konstruuje spółka Technohac Agricultural Machinery.
Moszaw jest siedzibą zarządu prywatnych izraelskich linii lotniczych Orange Aviation, dostarczających usługi przewozowe luksusowymi samolotami dla osobistości.
Działa tutaj także spółka Cultura & Education Enterpises Ltd., zajmująca się publikacją i dystrybucją książek oraz muzyki. Handlem akcesoriami hi-tech zajmuje się spółka Bug MultiSystem Ltd.. Firma Topmarket zajmuje się handlem nowoczesną elektroniką.

## Komunikacja
Na północ od moszawu przebiega droga nr 443, którą jadąc na zachód dojeżdża się do skrzyżowania z drogą ekspresową nr 40 (Kefar Sawa–Ketura) i następnie do miasta Lod, natomiast jadąc na wschód dojeżdża się do moszawów Ginnaton i Kerem Ben Szemen oraz wioski Ben Szemen i następnie do dużego węzła drogowego z autostradą nr 1 (Tel Awiw–Jerozolima) i autostradą nr 6.